# Julia Morgan

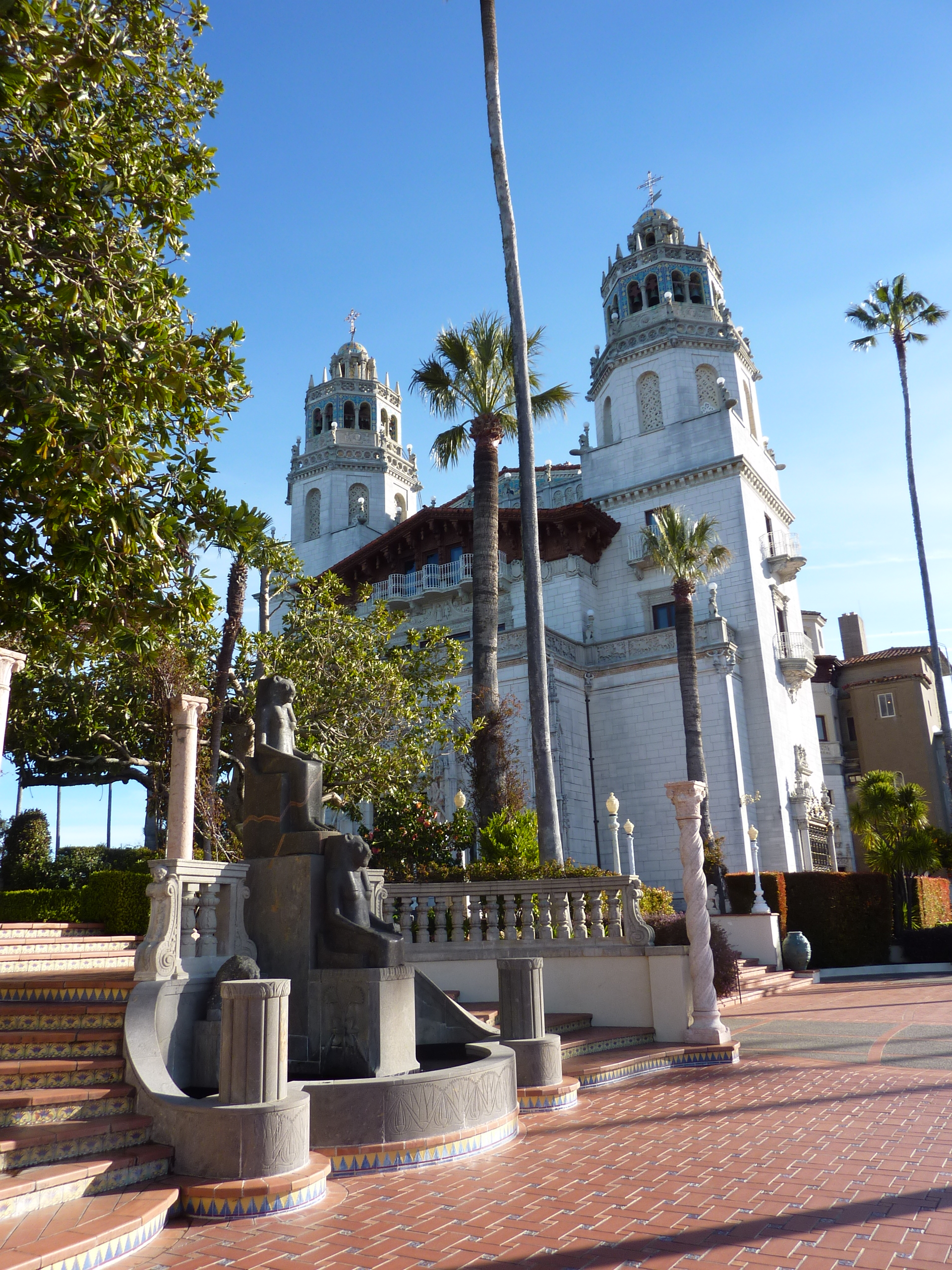
William Randolph Hearst stelde Julia Morgan in 1919 aan als hoofdarchitect voor zijn landhuis La Cuesta Encantada, beter bekend als Hearst Castle.

Julia Morgan (Oakland, 20 januari 1872 – San Francisco, 2 februari 1957) was een Amerikaans architecte.

## Loopbaan
Morgan ontwierp meer dan 700 bouwwerken in de staat Californië. Ze is het bekendst als de architect van Hearst Castle in San Simeon. Morgan verwezenlijkte verschillende projecten in opdracht van William Randolph Hearst. In haar lange carrière ontwierp Morgan ook tientallen gebouwen in opdracht van instellingen voor vrouwen en meisjes, zoals de YWCA en Mills College.
In verschillende bouwprojecten van Julia Morgan domineren Spaanse en mediterrane invloeden. Bouwwerken als Hearst Castle en The Hacienda bevatten elementen uit de Mission Revival, Spanish Colonial Revival, Mediterranean Revival en Moorish Revival-architectuur. Verschillende bouwwerken kunnen ook binnen de arts-and-craftsbeweging gesitueerd worden. Met haar werk aan Wyntoon begaf Morgan zich op het terrein van de Europees-geïnspireerde architectuur, met gotische en landelijke Centraal-Europese invloeden.
In 2014 werd de AIA Gold Medal postuum toegekend aan Morgan, de eerste vrouw die deze prijs kreeg.

## Bouwwerken (selectie)
- Verschillende bouwwerken op de campus van Mills College in Oakland, inclusief de klokkentoren El Campanil en de The Margaret Carnegie Library (jaren 1900-20)
- The Fairmont in San Francisco (1907)
- Asilomar Conference Grounds in Pacific Grove (1913-1928)
- Los Angeles Examiner Building in Los Angeles (ca. 1914)
- Hearst Castle in San Simeon (1919-1947)
- Wyntoon in Siskiyou County (jaren 1920-40)
- The Hacienda (Milpitas Ranchhouse) in King City (1929-1930)

- Bibsys: 90364725
- Bibliothèque nationale de France: cb15060961s (data)
- CiNii: DA0316082X
- Gemeinsame Normdatei: 119063921
- International Standard Name Identifier: 0000 0000 8396 1579
- Library of Congress Control Number: n77010132
- Nationale bibliotheek van Australië: 35209022
- Nationale Bibliotheek van Israël: 987007332406905171
- Nederlandse Thesaurus van Auteursnamen: 074408690
- RKD-Nederlands Instituut voor Kunstgeschiedenis: 318330
- SNAC: w6nt1n1p
- Système universitaire de documentation: 091603331
- Trove: 866133
- Union List of Artist Names: 500025571
- Virtual International Authority File: 77117542
- WorldCat: E39PBJqFKFw7HVjmKpgRWh3xXd